# Kaunia
Kaunia è un sottodistretto (upazila) del Bangladesh situato nel distretto di Rangpur, divisione di Rangpur. Si estende su una superficie di 147,6 km² e conta una popolazione di 227.805  abitanti (censimento 2011).